# Kylie Jennerová
Kylie Jennerová (rodným jménem Kylie Kristen Jenner, * 10. srpna 1997 Los Angeles, Kalifornie) je americká modelka, návrhářka, podnikatelka a filantropka. Známou se stala díky reality show Držte krok s Kardashians, která běží na kanálu E!. V roce 2012 spolupracovala s oděvní značkou PacSun a spolu se svou sestrou Kendall Jenner vytvořily kolekci Kendall + Kylie.
Časopis Time zařadil sestry Jennerovy mezi 25 nejvlivnějších mladých lidí roku 2014 pro jejich velký vliv na sociálních sítích. Do stejného seznamu byly zařazeny i v roce 2015. V roce 2016 se Jennerová stala jednou z 10 nejsledovanějších osobností na Instagramu.
V roce 2015 založila svou kosmetickou značku Kylie Cosmetics. V roce 2016 rozjela svou značku oblečení a doplňků Kylie Jenner Shop.

## Mládí
Kylie Jennerová je nejmladší dcerou Caitlyn Jennerové (dříve jako Bruce Jenner, v roce 2015 podstoupila přeměnu pohlaví) a televizní osobnosti Kris Jenner. Její vlastní sestra se jmenuje Kendall Jenner a je o rok starší. Z matčiny strany má tři nevlastní sestry, Khloé Kardashian, Kim Kardashian a Kourtney Kardashian a nevlastního bratra Roba Kardashiana. Ze strany druhé matky má čtyři nevlastní sourozence, Brodyho Jennera, Brandona Jennera, Burta Jennera a Cassandru Marino. Navštěvovala školu Siera Canyon, kde byla v týmu roztleskávaček. Od roku 2012 byla vyučována doma. Maturitu složila v roce 2015 na škole Lauren Springs. V roce 2015 podstoupila zvětšení rtů, stejně jako jiné plastiky předtím (například úprava boků, zvětšení zadku a jiné úpravy). Díky operaci vymyslela své rtěnky Kylie Lip Kit. Téhož roku se stala přítelkyní rappera Tygy. Vztah začali oficiálně 13. března 2015, ukončili ho začátkem roku 2017.

## Kariéra
V roce 2007 se spolu se svými rodiči a sourozenci, Kendall, Kourtney, Khloé, Kim a Robem začala objevovat v televizní reality show Držte krok s Kardashians, který zaznamenává osobní a rodinné problémy. Seriál byl úspěšný pro svou síť, E!. Na základě úspěchu reality show začaly vznikat další, jako například Kourtney a Kim dobývají Miami, Khloé & Lamar, Kourtney a Kim dobývají New York a Kourtney a Khloé dobývají Hamptons, ve kterém se objevila.
Kylie Jennerová vytvořila dva odstíny laků na nehty značky Nicole by OPI, s názvem Wear Something Spar-Kylie a Rainbow in the S-Kylie. Tato spolupráce jí přinesla 100 000 dolarů. Dne 15. listopadu 2013 sestry Jennerové oznámily, že uvedou Kendall + Kylie Collection ve spolupráci s PacSun, která započala v únoru 2013. Od té doby uvedly s touto značkou několik dalších kolekcí. V červenci 2013 sestry Jennerové uvedly ve spolupráci s Pascal Mouawad Glamhouse svou kolekci šperků Metal Haven Kendall and Kylie.
V červnu 2015, sestry Jennerové uvedly kolekci oblečení Kendall + Kylie ve spolupráci s britským módním řetězcem Topshop . Dne 18. srpna 2015 oznámila, že vydá první rtěnky jako součást kosmetické řady produktů na rty s jejím jménem. V září 2015 Kylie spustila svoje nové osobní webové stránky a mobilní aplikaci. V roce 2016 vydala hudební videoklip k písní „3 Strikes od Terror Jr“ jako reklamu na lesky na rty její značky. Na podzim roku 2016 Jennerová oznámila, že je novou tváří značky sportovních produktů PUMA. Vytvořila značku oblečení a doplňků Kylie.

## Osobní život
V únoru 2015 Kylie koupila dům v oblasti ve městě Calabasas v Kalifornii. Jennerová byla v kontroverzním vztahu s rapperem Tygou od konce roku 2014. Poprvé byli viděni na veřejnosti v Mexiku po jejích 18. narozeninách. V roce 2017 navázala vztah s rapperem Travisem Scottem. V roce 2017–2018 zmizela z reality show Držte krok s Kardashians. Fanoušci byli přesvědčeni, že je těhotná. Jejich spekulace se potvrdily 1. února, kdy se páru narodila dcera Stormi Webster. Vztah s Travisem Scottem skončil v říjnu 2019, kdy oznámili, že se snaží být stále skvělými rodiči pro svou dceru Stormi, kterou měli ve střídavé péči. V roce 2020 se dali opět dohromady. V září 2021  přidala video, kde oznámila druhé těhotenství. Vztah se Scottem se opět rozpadl v roce 2023. Taktéž má dítě jménem Aire Webster s Travisem Scottem.

## Filmografie
| Rok        | Název                              | Poznámky                              |
| ---------- | ---------------------------------- | ------------------------------------- |
| 2007–2021  | Keeping up with the Kardashians    | hlavní obsazení, 158 dílů             |
| 2010, 2013 | Kourtney a Kloé vezměte Maiami     | díly Je to můj život a Dragon me down |
| 2012       | Million Dollar Wardrobe            | díl Pilot                             |
| 2014       | Smiř se s tím                      | díl Kendall and Kylie Gary Owens      |
| 2014       | Much music video awards            | host                                  |
| 2014       | Kourtney a Khloé dobývají Hamptons | 1 díl                                 |
| 2014       | Směšnost                           | díl Kendall an Kylie Jenner           |
| 2015–2016  | Jsem Cait                          | 3 díly                                |
| 2015       | Kingin's Tyga                      | díl The Life                          |
| 2017–2017  | Život Kylie                        | hlavní obsazení                       |